# تلوث الفراولة الأسترالية 2018

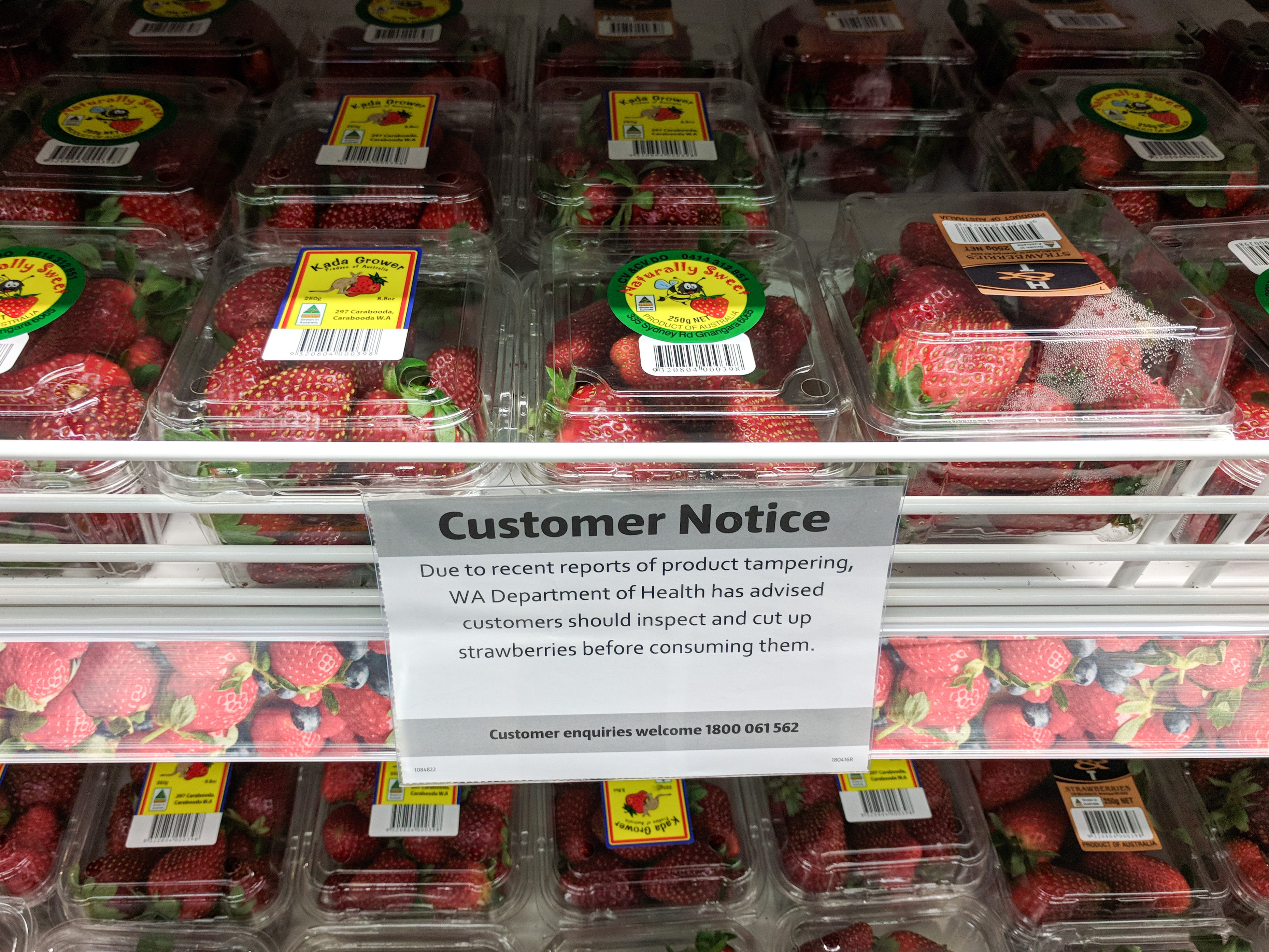
علب الفراولة المعروضة للبيع في ولاية كولز مصحوبة بإعلان ينصح فيه الزبائن الذين يشترون الفراولة بفحصها وتقطيعها قبل أكلها.

في أزمة سلامة الغذاء التي بدأت في سبتمبر 2018، عُثرَ على العديد من علب الفراولة المزروعة ملوثة بالإبر في ولاية كوينزلاند (شمال شرق أستراليا) وأستراليا الغربية. ذكرت شرطة ولاية كوينزلاند أنه بحلول شهر نوفمبر 2018، هناك 186 بياناً عن التلوث على المستوى الوطني.

## التلوث
في التاسع من سبتمبر 2018، قبل عدة أيام من التصريح الرسمي عن التلوث، نشر أحد مستخدمي برنامج فيس بوك تحذيرًا بشأن فراولة بيري أوبسشن التي جرى شراؤها من مركز وولورثس ستراثبين (مركز تسوق) في خليج موريتون، شمال بريسبان. أبلغ هذا المستخدم بأن صديقه ابتلع جزءًا من إبرة وكان في المستشفى في قسم الطوارئ. كانت الضحية الثانية في مركز وولورثس في الحادي عشر من سبتمبر، لم يجرِ سحب الفراولة المتضررة والتلوث الذي ذُكره علناً حتى الثاني عشر من سبتمبر. بعد أيام قليلة، اكتُشفت العشرات من سلال الفراولة الملوثة المزروعة في ولاية كوينزلاند وأستراليا الغربية في نيو ساوث ويلز وجنوب أستراليا وفيكتوريا وتسمانيا.
اعتُقد أن بعض الحالات خادعة وأنها مجرد إحصائيات كاذبة. قُبض على رجل من جنوب أستراليا في الحادي والعشرين من سبتمبر بعد أن زوَّر إصابة، وقد لقى حتفه في المحكمة في نوفمبر 2018.

## العلامات التجارية المتضررة
بحلول السادس عشر من سبتمبر 2018، حددت السلطات العلامات التجارية التالية المتورطة في هذا التلوث:
الفراولة التي تزرع في ولاية كوينزلاند:
(العلامات التجارية)
- دونيبروك بيري.
- لوف بيري. (حب الفراولة)
- ديلايتفول ستروبريز. (الفراولة اللذيذة)
- أوايسس براند. (علامات الواحة)
- بيري أوبسشن. (هوس الفراولة)
- بيري ليسوس.

الفراولة التي تزرع في أستراليا الغربية
(العلامات التجارية)
- مالز بلاك ليبل.
- وسترالين تشويز.

أوصت الشرطة والسلطات الصحية في الولاية المستهلكين إما بالتخلص من العلامات التجارية المتضررة أو إعادتها إلى مكان شرائها. كما أوصت المستهلكين بتقطيع البضائع إلى شرائح قبل الأكل من بضائع العلامات التجارية الأخرى. صرح الدكتور جانيت يونغ رئيس ولاية كوينزلاند بأنه (سيكون أكثر أمانًا للناس إذا تخلصوا من كل الفراولة التي بحوزتهم).
أزال كولز وألدي جميع الفراولة من رفوفهم، لكنهم خططوا لإعادة تخزينها وعرضها بعد الثامن عشر من سبتمبر. أزال مركز التسوق وولورثس العلامات التجارية المتضررة فقط. لاحقًا أزال مركز التسوق وولورثس إبر الخياطة من علب الفراولة المعروضة للبيع كإجراء مؤقت. عُثر على إبر في فراولة علامة «وسترالين تشويز» بيعت في أوكلاند ونيوزيلندا في الثالث والعشرين من سبتمبر.

## الإجابة

### تحقيق
ذكرت رابطة مزارعي الفراولة في ولاية كوينزلاند أن لديها (سببًا للاشتباه) في أن موظف التعبئة السابق (المستاء) هو المسؤول عن التلوث الذي حدث. شكك رئيس شرطة كوينزلاند بالنيابة تيري لورانس في وقت لاحق في هذه النظرية، وصرح بأن (هذا كان تعليقًا سابقًا من قبل جمعية مزارعي الفراولة، إنه شيء ليس لنا علاقة فيه). وصف أدريان شولتز، نائب رئيس اتحاد مزارعي الفراولة في ولاية كوينزلاند، التلوث بأنه عمل إرهابي من (الإرهاب التجاري). وأخبر توني هول، مزارع الفراولة من أستراليا الغربية، شبكة أي بي سي أنه يعتقد أن شخصًا ما لديه (ثأر) ضد صناعة الفراولة، مشيرًا إلى أن التلوث يمكن أن يكون (عملًا إرهابيًا).
صرحت شبكة أي بي سي يوم الخميس بأن (الشرطة تعتقد أنها سيطرت على تهديد التلوث وأكدت أن المستهلكين سيكونون قادرين على شراء الفراولة بشكل آمن مجددًا اعتبارًا من يوم الخميس، عندما يستبدَل المخزون).
اعتبارًا من التاسع عشر من سبتمبر، كان لدى شرطة ولاية كوينزلاند أكثر من مئة ضابط، بما في ذلك ستون محققًا، يعملون على التحقيق في التلوث. ومع ذلك، بحلول الخامس عشر من أكتوبر، خفَّضت شرطة ولاية كوينزلاند ذلك إلى محقق واحد بدوام كامل وسط الافتقار إلى وجود أدلة واضحة.

#### إجابة ورد فعل الحكومة
أعلن رئيس وزراء كوينزلاند أناستا سيا بالا تشوك في الخامس عشر من سبتمبر 2018، عن مكافأة قدرها مئة ألف دولار مقابل من يأتي بمعلومات تؤدي إلى اعتقال وإدانة أي شخص مسؤول عن التخريب. في الثامن عشر من سبتمبر، أعلن رئيس وزراء كوينزلاند أناستا سيا بالا تشوك عن حزمة مالية مساعدة بقيمة مليون دولار لزراعة الفراولة في الولاية، حيث أخبر برلمان الولاية بأن (ولاية كوينزلاند كانت ضحية جريمة قبيحة ومدروسة وحقيرة في الأسبوع الماضي). وفي الثامن عشر من سبتمبر أيضًا أعلن رئيس وزراء أستراليا الغربية، مارك ما كجوان، عن مكافأة قدرها مئة ألف دولار مقابل معلومات تؤدي إلى الملاحقة القضائية للمتورطين.
وقد أعلن أكبر بائعي تجزئة للمواد الغذائية في ولاية نيوزيلندا، مركز وولورثس زتت إن ومركز فوود ستوفس بأنهما سيزيلان الفراولة الأسترالية من رفوفها. في الثامن عشر من سبتمبر 2018، أصدرت السناتور بريجيت مكنزي، وزيرة الخدمات الإقليمية، بيانًا إعلاميًا وصفت فيه التلوث بأنه (تخريب متعمد) وحثت المستهلكين على (توخي الحذر وتقطيع الفاكهة قبل الاستهلاك).